# Und Äktschn!
Und Äktschn! ist eine deutsch-österreichische Filmkomödie von Frederick Baker aus dem Jahr 2013.

## Handlung
In einer oberbayerischen Kleinstadt namens Neufurth lebt Hans A. Pospiech. Er ist ein leidenschaftlicher Cineast, Amateurfilmer und Mitglied des örtlichen Filmklubs. Pospiech lebt, von seiner Frau getrennt und gerade noch in deren Haus geduldet, in der Garage, wo er sein eigenes Filmunternehmen namens Pospiech Productions betreibt, das aber keinerlei Gewinn abwirft. Der hoch verschuldete Pospiech hält sich finanziell über Wasser, indem er Weltkriegs-Memorabilien aus dem Erbe seines Vaters an solvente Sammler verhökert. Mit Herrn Nagy, einem Vereinskameraden des Filmklubs, ist Pospiech in inniger Feindschaft verbunden; die beiden wetteifern um den Titel des größten Filmexperten. Auf Initiative des örtlichen Bankdirektors Faltermeier wird von der Bank ein Kulturpreis in Höhe von 30.000 Euro ausgelobt, der für den besten Filmbeitrag eines regionalen Filmemachers vergeben werden soll. Mit Unterstützung seines Neffen Alfons als Kameramann und Tontechniker macht Pospiech sich an die Arbeit. Er hat sich zum Ziel gesetzt, einen künstlerisch anspruchsvollen Film über das Privatleben und die menschliche Seite Adolf Hitlers zu machen. Das Casting der Darsteller und die Produktionsvorbereitungen erweisen sich aufgrund des Geldmangels als äußerst schwierig. In seiner cineastischen Leidenschaft setzt sich Pospiech aber über alle Hürden hinweg. Nur mit viel Überredungskunst gelingt es ihm, den lokalen Musikalienhändler Fleischbauer für die Hauptrolle zu gewinnen und während der Dreharbeiten bei der Stange zu halten. Die Gastwirtin Grete wird als Eva Braun engagiert, während ihr indischer Koch, Herr Suk, die Rolle von Joseph Goebbels übernimmt. Andere Freunde und Bekannte mimen weitere Nazi-Größen. Das Casting eines Schäferhundes als Blondi scheitert. Gedreht wird u. a. in einem örtlichen Café und vor allem in Pospiechs Garage, die je nach Bedarf als Berghof oder Führerbunker umdekoriert wird. Herr Nagy versucht erfolglos, Pospiechs Projekt und die Preisverleihung an ihn zu hintertreiben, u. a. indem er ihn als Nazifilmer anzeigt. Am Ende gelingt es Pospiech, seinen Film zu vollenden und den begehrten Preis zu ergattern, der ihn aus seiner finanziellen Misere rettet. Unter großer Anteilnahme der lokalen Öffentlichkeit und Medien findet im Filmclub eine Premierenfeier statt. Dabei erlebt der Zuschauer ganz zum Schluss einen unerwarteten Zeitsprung. Denn diese Premierenfeier gilt bereits dem nächsten großen Filmprojekt von Pospiech. Er hat, mit einer in die Gegenwart versetzten Handlung und mit seinem Neffen Alfons in der Hauptrolle, das Leben von Jesus Christus auf die Leinwand gebracht.

## Hintergrund

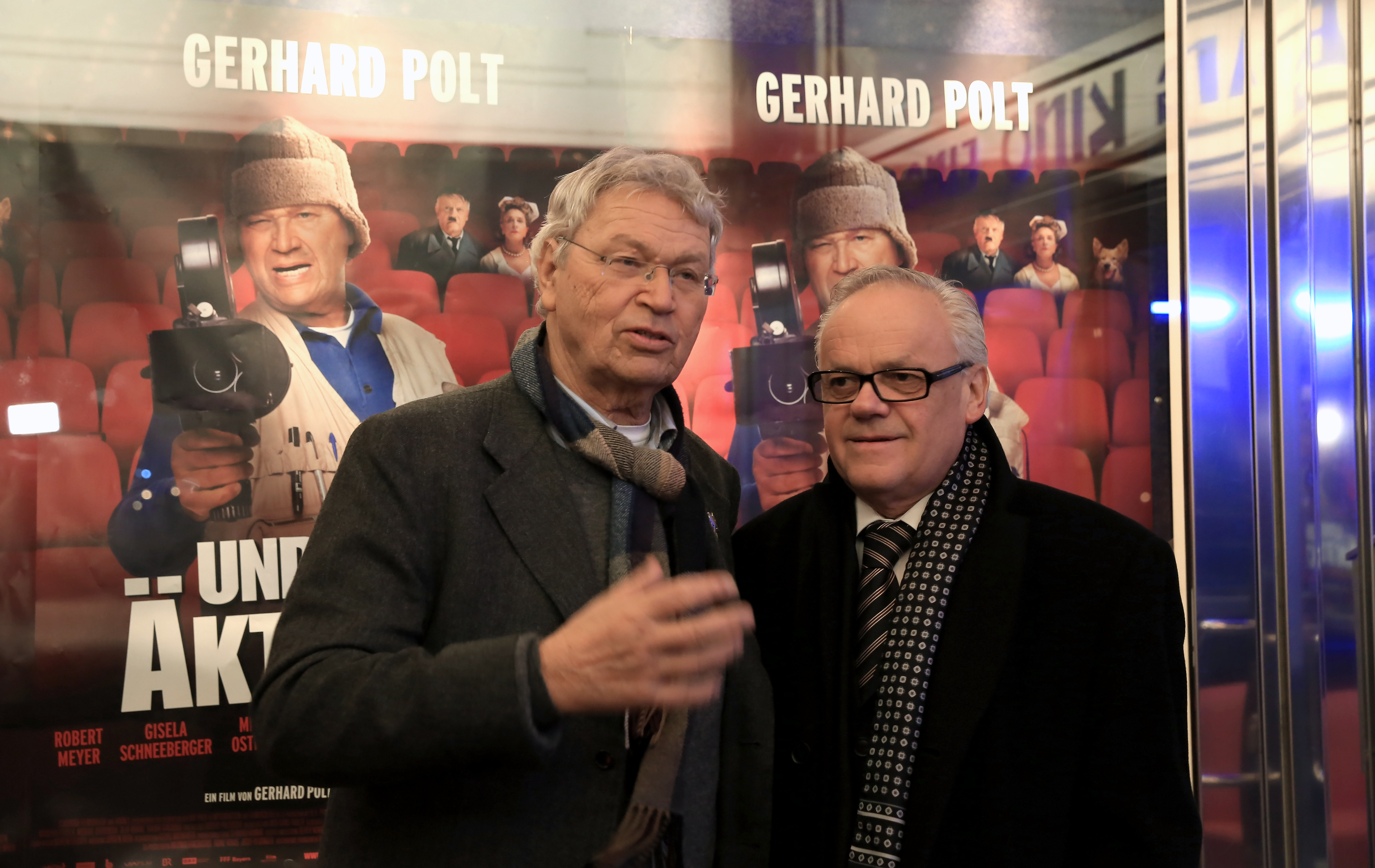
Gerhard Polt und Robert Meyer bei der Premiere in Wien (2014)

Der Film kam im Verleih der Majestic Filmverleih in die Kinos; produziert wurde er von der Rat Pack Filmproduktion, der Filmbäckerei Wien und der VIAFILM. Der FFF Bayern, der DFFF, die FISA und das ÖFI förderten den Film. Die Dreharbeiten fanden Anfang 2013 in Freilassing, Berchtesgaden, Bad Reichenhall und Salzburg (Innenaufnahmen von Pospiechs Garage) statt.
Gegen Ende des Films sind Michael und Karl Well von den Wellbrüdern aus’m Biermoos zusammen mit Martin Polt in einem Gastauftritt als Polizisten zu sehen.
Die von Christoph Well komponierte und arrangierte Filmmusik greift immer wieder die Hits Steh auf, wenn Du am Boden bist und Tage wie diese der Band Die Toten Hosen auf.

## Veröffentlichung
Der Film wurde am 3. August 2013 im Vorarlberger Feldkirch beim Poolbar-Festival uraufgeführt. Regulär in die deutschen Kinos kam der Film am 6. Februar 2014.

## Kritiken
„Sein neuer Film, 'Und Äktschn!', der am Dienstagabend im Gartenbaukino in Wien Premiere hatte (und am 6. Februar in die deutschen Kinos kommt), ist ein kraftraubendes Opus. Ein Liebhaberstück für Cineasten und Nostalgiker. Wer mit Polt noch nie viel anfangen konnte, wird es jetzt auch nicht können.“